# Тілопо негроський
Тілопо негроський (Ptilinopus arcanus) — вид голубоподібних птахів родини голубових (Columbidae). Це дуже рідкісній вид, відомий лише за голотипом, є ендеміком острова Негрос на Філіппінах.

## Опис
Довжина голотипа становила 16,5 см, довжина крила 10 см, дзьоба 13 мм, хвоста 5,4 см. Забарвлення птаха переважно зелене, лоб попелясто-сірий. Навколо очей жовті кільця, на крилах жовті смуги. Горло біле, нижня частина живота і гузка жовті.

## Поширення і екологія
Голотип негроського тілопо був знайдений на схилах гори Канлаон на острові Негрос. Імовірно, представники цього роду живуть в тропічних лісах на висоті до 1200 м над рівнем моря. Можливо, негроські тілопо мешкають в малодосліджених густих тропічних лісах на сусідньому острові Панай. За неперевіреними свідченнями, негроський тілопо спостерігався в 2002 році в Національному парку гори Канлаон.

## Збереження
МСОП класифікує цей вид як такий, що знаходиться на межі зникнення. За оцінками дослідників, популяція негроських тілопо становить менше 50 птахів. Однак, дослідники припускають можливість існування невідомої досі популяції негроських тілопо.